# Glosar de electrotehnică
Acest glosar conține termeni din domeniile electrotehnicii și energeticii.

## A
- ac aerian - dispozitiv care permite bifurcarea firelor de contact, asigurând trecerea captatorului de curent al vehiculelor acționate electric de pe un fir pe altul, fără întreruperea contactului.[necesită citare]
- acționare electrică - sistem de conversie a energiei electrice în energie mecanică, având sau nu control al unor parametri electrici sau mecanici.[necesită citare]
- acumulator - element galvanic reversibil utilizat la stocarea energiei electrice.
  - acumulator cu plumb - acumulator cu electrozi de plumb, iar ca electrolit - acid sulfuric diluat.
  - acumulator fero-nichel - acumulator cu electrozi fier și respectiv oxid de nichel, iar ca electrolit - hidroxid de potasiu sau de sodiu.
- adaptare - alegere a parametrilor elementelor componente ale unei instalații electrice sau de telecomunicații în așa fel încât puterea transmisă să fie maximă, cu pierderi minime.[necesită citare]
- adaptor - piesă care permite introducerea în priză a unor aparate dotate cu ștechere diferite față de standardul prizei.[necesită citare]
- admitanță - mărime fizică egală cu inversul impedanței unui circuit de curent alternativ în regim sinusoidal, egală cu raportul dintre valoarea efectivă a curentului electric absorbit și valoarea efectivă a tensiunii de alimentare.
- admitanțmetru  - instrument pentru măsurarea admitanței.[necesită citare]
- aerogenerator -  instalație folosită la transformarea forței eoliene în energie electrică.[necesită citare]
- agitator inductiv - dispozitiv electromagnetic de amestecare a băii de metal topit din cuptoarele electrice cu arc.[necesită citare]
- alamă - aliaj de cupru utilizat în electrotehnică la confecționarea unor piese conductoare ca: borne, cleme, socluri pentru lămpi și siguranțe fuzibile, prize, fișe etc.
- aliaj de lipit - aliaj utilizat la asamblarea prin lipire a pieselor de cupru, alamă, oțel, plumb etc.[necesită citare]
- aliaj de mare rezistivitate - aliaj utilizat la confecționarea rezistoarelor de mare precizie, a rezistoarelor de pornire și reglare a motoarelor electrice și a rezistoarelor de încălzire la cuptoare și instalații eletrotermice.[necesită citare]
- almelec - aliaj de aluminiu și magneziu, folosit la confecționarea cablurilor electrice.[necesită citare]
- alnico - material magnetic dur, din care se confecționează magneți permanenți de dimensiuni mici și cu proprietăți magnetice care nu se modifică în timp.[necesită citare]
- alternanță - mulțime a valorilor unei mărimi alternative (de exemplu: intensitatea unui curent alternativ) cuprinse între două momente consecutive în care valoarea mărimii este nulă.[necesită citare]
- alternator - generator de curent alternativ.
- aluminiu - element chimic cu utilizări în electrotehnică (în special la cabluri electrice) datorită conductivității electrice ridicate.
- alunecare - mărime adimensională caracteristică mașinilor electrice asincrone, care reprezintă diferența dintre turația câmpului magnetic învârtitor al unui motor asincron {\displaystyle n_{0}} și turația {\displaystyle n} a rotorului, raportată la turația câmpului magnetic învârtitor: {\displaystyle s{\frac {n_{0}-n}{n_{0}}}}.[necesită citare]
- ambalare - creștere pronunțată a turației motorului de curent continuu cu excitație în serie (sau a altor tipuri de electromotoare) cu mult peste turația nominală.[necesită citare]
- ambreiaj electromagnetic - vezi cuplaj electromagnetic.[necesită citare]
- amonte - vezi montaj în amonte.[necesită citare]
- amorsare - declanșare a producerii unui fenomen, de exemplu a unei descărcări electrice.[necesită citare]
- amper:

- unitate de măsură a intensității curentului electric;
- unitate de măsură pentru tensiunea magnetică de-a lungul unei linii închise (sinonim: amperspiră).
- ampermetru - instrument de măsurare a intensității curentului electric dintr-un circuit.
- amperoră - unitate practică (tolerată) de măsură a cantității de electricitate.[necesită citare]
- amper pe metru - unitate de măsură a intensității câmpului magnetic; sinonim: amperspiră pe metru.[necesită citare]
- amperspiră - vezi amper.[necesită citare]
- amperspiră pe metru - vezi amper pe metru.
- amplidină - mașină electrică amplificatoare, de curent continuu; în prezent înlocuită de redresoarele comandate, cu tiristoare;[necesită citare]

- dinam amplificator de curent continuu, cu flux magnetic transversal.
- amplificator - aparat care amplifică mărimea aplicată la intrare și o transmite pe la bornele de ieșire; în electrotehnică pot fi: amplificatoare electronice, magnetice și dinamoelectrice.
- amplificator magnetic - amplificator format din bobine cu ajutorul căruia se comandă puteri mari, în curent alternativ, cu semnale de comandă de putere mică.[necesită citare]
- amplificator operațional - amplificator de curent continuu cu impedanță de ieșire redusă și impedanță de intrare mare, utilizat în reglarea automată, calculatoare analogice etc.[necesită citare]
- analizor de rețele - sistem de prelucrare a datelor privind funcționarea rețelelor electrice.[necesită citare]
- anclanșare - operație de conectare a unui aparat de comutație pentru închiderea unui circuit electric.[necesită citare]
- anclanșare automată a rezervei - operație de conectare rapidă a consumatorilor pe un circuit de rezervă în cazul căderii tensiunii.[necesită citare]
- ancoșă - canal practicat într-o piesă metalică pentru a introduce în el conductorii electrici ai unei înfășurări; altă denumire: crestătură de mașină electrică.[necesită citare]
- anod - vezi electrod.[necesită citare]
- anozi - electrozi pozitivi de mari dimensiuni, confecționați din cărbune, utilizați la electroliza aluminiului.[necesită citare]
- ansă - buclă metalică (de cupru) folosită ca vârf al unui pistol de lipit electric.
- antideflagrant - vezi protecție antiexplozivă.[necesită citare]
- antideflagrant - (despre unele utilaje electrice) care poate fi folosit fără pericole în spații în care se găsesc materiale explozive.[necesită citare]
- aparat electric - sistem tehnic ale cărui elemente esențiale sunt parcurse de curent electric sau au sarcini electrice.[necesită citare]
- aparat electrocasnic - dispozitiv electric sau electronic folosit în gospodărie pentru a îndeplini diverse funcții casnice, cum ar fi gătitul, curățenia, refrigerarea, spălarea hainelor și alte activități domestice; exemple: frigiderul, mașina de spălat, cuptorul cu microunde, fierul de călcat.[necesită citare]
- aplatizare - modificare a parametrilor unor elemente de circuit electric sau a serviciului unor agregate, făcută cu scopul de a reduce variațiile unei anumite mărimi într-un anumit interval de timp.[necesită citare]
- arbore electric - sistem de acționare electrică cu mai multe motoare electrice, care asigură turații riguros egale diferitelor mecanisme ale unei instalații.[necesită citare]
- arc electric constrâns - arc electric obligat să ardă într-un volum limitat cu scopul măririi temperaturii.[necesită citare]
- argint - elementul chimic cu cea mai mare conductivitate electrică, utilizat la argintarea contactelor și conectoarelor de curenți slabi și la circuitele imprimate.
- armătură:[necesită citare]

- - îmbrăcăminte de metal care protejează un cablu electric (altă denumire: armură);
- totalitatea pieselor care asigură funcționarea unei linii electrice: borne, amortizoare de vibrații;
- piesă care reduce reluctanța dintre doi poli magnetici;
- indusul mașinilor electrice;
- fiecare din cele două părți conductoare, separate de dielectric, dintr-un condensator electric.
- armură - vezi armătură.[necesită citare]
- arteră - linie electrică de alimentare, prin care se transportă energie spre locul de consum.[necesită citare]
- asambleză - mașină de asamblat/de răsucit cabluri electrice.[necesită citare]
- asincron - (despre mașini electrice sau despre modul lor de funcționare) care are turația rotorului diferită de aceea a câmpului magnetic al statorului.[necesită citare]
- aureolă - zonă luminoasă în jurul unei flăcări, arc electric etc.[necesită citare]
- autoanclanșare - anclanșare automată.[necesită citare]
- autocomutator -  comutator automat.[necesită citare]
- autoexcitație - excitație magnetică a unui generator electric în care curentul de excitație este produs de el însuși.[necesită citare]
- autopornire - (în legătură cu motoarele asincrone) fenomen de reintrare automată în funcționare normală.[necesită citare]
- autosincronizare - operație simplificată de conectare a generatoarelor sincronice în paralel cu rețeaua.[necesită citare]
- autotransformator:

- transformator în care înfășurările (primară și secundară) sunt cuplate atât inductiv, cât și conductiv;
- transformator cu o singură înfășurare și cu trei borne, două externe, pentru tensiunea înaltă, și una intermediară, care, împreună cu câte una din cele externe, constituie bornele pentru tensiunea joasă.

## B
- bachelită - vezi rășini sintetice.
- balast - dispozitiv de limitare a curentului în circuitele cu tuburi cu descărcare în gaze sau vapori metalici.
  - balast capacitiv - circuit format din bobine și condensatoare, utilizat pentru îmbunătățirea factorului de putere al tuburilor fluorescente.
  - balast inductiv - bobină cu circuit magnetic din tole, care servește la generarea unui impuls de tensiune necesar amorsării lămpilor fluorescente; sinonim: bobină de șoc.
- banană - fișă unipolară care stabilește un contact electric prin introducerea sa într-o bucșă metalică.
- bandaj - înfășurare metalică pentru consolidarea capetelor de bobină rotorice ale unei mașini electrice pentru a suporta solicitările forțelor centrifuge.
- baretă de acumulator electric - piesă conducătoare de electricitate, de care se sudează racordurile plăcilor de aceeași polaritate cu piesa polară a acumulatorului.
- baterie - grup de aparate, dispozitive sau piese identice ori asemănătoare, asamblate sau montate în același loc, care sînt asociate în vederea executării unei operații.
- baterie electrică - generator de curent continuu alcătuit din mai multe elemente galvanice.
- baterie solară - sursă de energie formată dintr-un grup de generatoare fotoelectrice cu semiconductori, care transformă energia solară în energie electrică.
- bec - sferă sau pară de sticlă cu un soclu (prin care se montează la o lampă) și cu un filament în interior, care devine incandescent și luminează când este străbătut de un curent electric; (prin extensie) orice corp de iluminat electric.

- bec de control:

- lampă electrică portativă, cu care se încearcă dacă un circuit electric prezintă sau nu o întrerupere;
- bec electric montat pe un tablou de distribuție pentru a semnaliza anumite deranjamente.
- bec de siguranță - siguranță care oprește un aparat, o instalație etc. în caz de deranjament.

- bifilar - (despre cabluri electrice) care este format din doi conductori izolați între ei.
- bipolar - (despre mașini electrice) care are doi poli magnetici.
- blackout - vezi: pană de electricitate.
- blindaj - înveliș metalic de izolare a câmpului electromagnetic al unei piese dintr-un aparat electric de celelalte piese ale aparatului.
- bobină de șoc - vezi balast inductiv.
- bobinaj - totalitatea bobinelor dintr-o mașină, dintr-un aparat electric etc.
- booster - generator auxiliar pentru creșterea tensiunii.
- bornă - piesă de contact montată la capătul unui conductor electric.
- branșament electric - loc de conexiune dintre conducta principală a unei rețele de distribuție de energie electrică etc. cu una secundară, care servește la alimentarea unui consumator.
- bușon - piesă cilindrică de porțelan, care face parte din dispozitivul de siguranță al unui circuit electric; patron.

## C
- cablaj - (mod de) răsucire sau împletire a firelor pentru a forma un cablu.
- cablare:

- conectare a unei locuințe, a unei clădiri etc. la o rețea electrică, telefonică, de televiziune etc.;
- confecționarea unui cablu prin răsucirea sau împletirea firelor în mănunchiuri și unirea mănunchiurilor între ele;
- montare a unui cablu.
- cablor - muncitor care cablează.
- cablu electric - conductă electrică din unul sau mai multe conductoare de cupru sau aluminiu izolate, îmbrăcate într-o manta etanșă, peste care (eventual) se aplică învelișuri protectoare.
- cadru - schelet pe care sunt înfășurate conducte (electrice, radiofonice etc.) izolate.
- cameră de comandă - încăpere specială în care se efectuează în mod automat controlul și conducerea funcționării unei centrale sau stațiuni electrice.
- canalizație - instalație aeriană, subterană sau submarină care transportă sau distribuie energie electrică.
- capsă - rondelă metalică, izolată de soclul becului, care face legătura cu unul din capetele filamentului.
- capsulare -  închidere sau acoperire a locurile aflate sub tensiune ale unui utilaj, pentru protejarea personalului de servire.
- captator de curent - dispozitiv montat la extremitatea unui troleu, pentru a realiza un contact mobil cu firul aerian.
- captator solar - instalație cu ajutorul căreia este captată [energie soalră|energia solară]] și convertită în energie termică sau electrică.
- carton presat - carton folosit ca izolant în mașinile și aparatele electrice.
- casa mașinilor - încăpere într-o centrală electrică, în care sunt montate grupurile electrogene.
- casă pasivă - locuință care asigură climatul interior fără a fi necesară o sursă exterioară de energie, folosind doar energie regenerabilă din producție proprie.
- catenară - vezi suspensie ~.
- călăreț - mică piesă de sârmă îndoită în formă de U, care servește la închiderea unui circuit electric.
- celulă electrochimică - recipient care conține o soluție ionică în care sunt introduși doi electrozi și care poate funcționa ca celulă galvanică sau electrolitică.
- celulă fotovoltaică/ fotoelectrică - vezi celulă solară.
- celulă galvanică (sau voltaică) - vezi element galvanic.
- celulă solară - dispozitiv care generează electricitate sub acțiunea radiației electromagnetice în special a luminii solare; alte denumiri: celulă fotovoltaică/ fotoelectrică, fotoelement.
- centrală:

- instalație sau ansamblu de instalații tehnice în care se produce, în mod centralizat, energie, se efectuează o anumită operație tehnologică centralizată etc.;
- stație unde se efectuează punerea în legătură a posturilor unei rețele de electrocomunicații.
- centrală electrică - totalitate a instalațiilor tehnice folosite la producerea energiei electrice din alte forme de energie: hidraulică, termică, solară, eoliană etc.

- centrală atomoelectrică - centrală electrică bazată pe energia atomică; altă denumire: centrală nucleară.
- centrală hidroelectrică - vezi hidrocentrală.
- centrală nucleară - vezi centrală atomoelectrică.
- centrală termoelectrică - centrală electrică în care generatorul electric este antrenat de o turbină cu abur sau cu gaz; altă denumire: termocentrală.

- cerere maximă de putere - valoare maximă a puterii care se cere unei centrale electrice, într-un interval de timp limitat.
- ciorap - tub izolant cu care se îmbracă capetele bobinelor.
- circuit - traseu închis (format din fire sau din dispozitive bune conducătoare de electricitate, împreună cu sursa curentului) prin care poate circula energia electrică.

- circuit magnetic - sistem de medii prin care se poate închide fluxul magnetic al unui aparat sau al unei mașini electrice.

- cogenerare - producerea cu aceeași instalație de energie electrică și termică.
- compensare - reducere sau anulare a tensiunii electrice aplicate unui circuit prin introducerea unei tensiuni electromotoare suplimentare.
- comutator - dispozitiv pentru închiderea sau deschiderea rețelei prin care trece un curent electric sau pentru schimbarea direcției acestuia.
- conductivitate ionică - măsură a capacității unei substanțe de a conduce electricitatea prin mișcarea ionilor.
- conexiune - (sau conectare) legătură între două sau mai multe elemente de circuit sau conducte electrice.
- contact electric - legătură electrică realizată prin atingerea a două piese sau elemente conductoare.
- conversia electrochimică a energiei - subdomeniu al energeticii care are ca obiect metodele electrochimice de generare și stocare a energiei ca pilele de combustie, bateriile și acumulatorii, supercondensatorii, metode fotoelectrochimice etc.
- conversia energiei termice a oceanelor -  tehnologie de energie regenerabilă care valorifică diferența de temperatură dintre suprafața caldă a apelor oceanelor și apa rece din adâncuri pentru a acționa un motor termic care să antreneze un generator electric.
- cordon - conductor electric de liță (răsucită), izolat și strâns într-un înveliș protector.
- crater anodic (sau de lampă) - cavitate care se produce la extremitatea electrodului de cărbune pozitiv, într-o lampă cu arc.
- crestătură de mașină electrică - vezi ancoșă.
- culoar de trecere a liniei electrice - suprafața terestră situată de-a lungul liniei electrice și spațiului aerian de deasupra sa în care se impun restricții din punct de vedere al coexistenței liniei cu elementele naturale, obiectele, construcțiile, instalațiile etc.; culoarul de trecere include zona de protecție și zona de siguranță.
- curent (electric) alternativ = curent electric al cărui sens și a cărui intensitate variază periodic în timp.

## D
- date nominale - mărimi pentru care sunt proiectate și construite instalațiile, echipamentele și mașinile electrice; cele mai importante sunt: tensiunea nominală, curentul nominal, puterea nominală, frecvența nominală.
- declanșare - operație de deschidere rapidă a unui mecanism prin eliberarea unei energii acumulate în prealabil, de exemplu la deschiderea unui întrerupător automat.
- defecțiune electrică - anomalie sau perturbare în funcționarea normală a unui sistem electric, care poate duce la funcționare incorectă, avarii sau chiar situații periculoase, cum ar fi incendii sau electrocutări; exemple: scurtcircuitul, întrerupere a circuitului, defecțiuni la împământare, supraîncărcare, defecțiuni ale izolației etc.
- degivrare - operație de înlăturare a straturilor de gheață de pe conductoarele liniilor electrice aeriene.
- densitate de energie - cantitatea de energie stocată într-un anumit volum sau masă de material; este o măsură pentru evaluarea performanței și eficienței diferitelor tipuri de acumulatori și tehnologii de stocare a energiei.
- deschidere - parte a unei liniei electrice aeriene situată între două suporturi sau între două puncte de suspendare (stâlpi) succesive.
- disipare - pierderea de energie sub formă de căldură datorată rezistenței electrice a conductoarelor prin care curge curentul electric; este o problemă importantă în rețelele de transport și distribuție a energiei electrice, deoarece reduce eficiența energetică și implică costuri suplimentare.
- dispozitiv de protecție - echipament sau componentă care are rolul de a proteja circuitele electrice, echipamentele și utilizatorii împotriva situațiilor periculoase, cum ar fi supracurenții, scurtcircuitele, supraîncărcările, defecțiunile la împământare sau alte anomalii.
- distanță de izolare în aer - cea mai scurtă distanță în aer între două părți conductoare ale unei liniilor electrice aeriene.
- distribuție a energiei electrice - transportul energiei electrice prin rețele de distribuție de înaltă tensiune, medie tensiune și joasă tensiune, în vederea livrării acesteia către clienți, fără a include furnizarea.
- dulie - piesă metalică în care se fixează becul electric și care asigură contactul acestuia cu rețeaua electrică; sinonim: fasung.

## E
- eclator - dispozitiv pentru protecția instalațiilor împotriva supratensiunilor,  format din doi electrozi între care se produce o descărcare electrică dacă tensiunea dintre ei depășește o anumită valoare.
- economisirea energiei - procesul prin care se reduce consumul de energie prin schimbarea comportamentului, utilizarea eficientă a resurselor și aplicarea unor soluții tehnice care limitează risipa energetică.
- ecranare - protejare a unui dispozitiv sau circuit de influența câmpurilor electromagnetice exterioare cu ajutorul unei incinte numite cușcă Faraday⁠(en)[traduceți].
- efect de observator - fenomenul prin care, prin introducerea unui aparat de măsură într-un circuit, se modifică anumiți parametri, astfel că precizia măsurătorii este diminuată.
- eficiență energetică - utilizarea mai eficientă a energiei electrice (sau de alt tip) pentru a obține același nivel de performanță, confort sau funcționalitate, dar cu un consum redus de energie.
- electricitate cu emisii reduse de carbon - electricitatea produsă cu emisii de gaze cu efect de seră substanțial mai mici de-a lungul întregului ciclu de viață decât energia produsă prin arderea combustibililor fosili.
- electrolit în stare solidă - electrolit ce prezintă conductivitate ionică, componentă de bază a bateriilor în stare solidă⁠(d).
- element galvanic - generator electrochimic de curent continuu bazat pe transformarea spontană a energiei chimice în energie electrică; alte denumiri: celulă galvanică, celulă voltaică.
- energie primară - energie rezultată din sursele de energie regenerabile și neregenerabile, care nu a fost supusă niciunui proces de conversie sau transformare.
- energie regenerabilă - energie provenită de la surse nefosile regenerabile, cum ar fi: energie eoliană, solară, aerotermală, geotermală, hidrotermală, energia mareelor, energie hidraulică, biomasa, biogazul.
- energie solară concentrată - formă de energie regenerabilă care utilizează oglinzi sau lentile pentru a concentra lumina solară într-un punct sau pe o linie focală, generând căldură intensă.
- etichetare energetică - concept folosit în UE și care se referă la eficiența energetică a unui aparat electric de uz casnic.
- excitație:

- alimentarea prin curent electric a unui ansamblu de spire conducătoare pentru a produce un câmp magnetic, necesar funcționării unui aparat electric;
- ansamblul de spire prin care trece curentul de excitație;
- producere a unui câmp magnetic util în mașini, aparate sau instrumente electrice.

## F
- factor de putere - raportul dintre puterea activă și puterea aparentă schimbată la bornele unui circuit de curent alternativ în regim periodic permanent.
- fasung - vezi dulie.
- fider:

- element al rețelelor electrice de distribuție constituit din una sau din mai multe linii aeriene sau din cabluri subterane;
- linie electrică fără derivație, care leagă direct o centrală electrică cu posturile de transformare sau posturile principale de transformare cu cele secundare sau de distribuție.
- filament - fir metalic foarte subțire din interiorul becurilor electrice sau al tuburilor electronice, care devine incandescent la trecerea curentului electric.
- fir - sârmă de telefon, de telegraf etc. alcătuită din două, uneori din trei conductoare subțiri, izolate și de obicei răsucite.
- fotoelement - vezi celulă solară.
- frânare electrică - frânare obținută prin transformarea energiei mecanice înmagazinate în masele unui sistem cu acționare electrică în energie electrică.

## G
- galet:

- bobină inelară; element de transformator electric de forma unui inel, având mai multe spire de înfășurare.
- secțiune a unui comutator rotativ.
- generarea dispecerizabilă de energie - controlul flexibil al surselor de energie electrică pentru a răspunde cererii variabile din rețeaua de distribuție.
- grup electrogen - ansamblu format dintr-un motor și unul sau mai multe generatoare electrice acționate de acesta.

## H
- hidrocentrală - centrală electrică în care energia hidraulică a unei căderi de apă se transformă în energie electrică, în general cu ajutorul roților sau al turbinelor hidraulice; altă denumire: centrală hidroelectrică.

- hidrocentrală cu pompaj - tip special de centrală hidroelectrică care stochează energie printr-un rezervor de apă⁠(d) și o eliberează în perioadele de vârf de sarcină.
- hidrocentrală pe firul apei - tip de hidrocentrală care produce energie electrică fără a necesita acumulări mari de apă (lacuri de baraj), folosind direct debitul natural al unui râu.

## I
- impuls electromagnetic - undă electromagnetică de energie foarte mare și durată foarte mică, capabilă să distrugă orice tip de dispozitiv electric.
- inginerie energetică - domeniu al ingineriei care se ocupă cu eficiență energetică, serviciile energetice, centrale energetice, respectarea legislației de mediu și tehnologii energetice alternative.
- instalație electrică - ansamblu unitar de conductoare, aparate, mașini etc. destinate producerii sau utilizării energiei electrice.

- instalație electrică de forță - sistem de echipare tehnică a unei clădiri ce asigură distribuția curentului electric trifazic (de forță) necesar acționării unor echipamente și mașini electrice ca: pompe, electromotoare, aeroterme, utilaje tehnologice etc.

- invertor - dispozitiv electric care permite transformarea curentului continuu în curent alternativ.

- invertor fotovoltaic - invertor utilizat la panourile solare⁠(d) fotovoltaice.

- izolator - material ale căror sarcini electrice interne nu curg liber, fiind foarte puțin curent electric, el va trece prin el sub influența unui câmp electric.

## Î
- împământare - conectare a unui circuit electric la pământ, care se consideră de potențial electric nul; vezi legare la pământ.
- înfășurare - fiecare dintre ansamblurile de bobine sau de bare care alcătuiesc circuitele electrice ale unor aparate și mașini electrice.
- întrerup(ă)tor - dispozitiv pentru întreruperea sau restabilirea continuității unui circuit.

## J
- jug - parte componentă a circuitului magnetic al unui aparat sau al unei mașini electrice, care nu are înfășurări electrice.

## L
- legare la pământ - măsură de protecție împotriva electrocutării prin conectarea la un conductor fixat în sol a elementelor conductive ale echipamentelor electrice, care în mod normal nu se află sub tensiune, dar care ar putea intra în mod accidental sub tensiune ca urmare a unui defect; altă denumire: împământare.
- legătura echipotențială - conexiune care pune la același potențial sau la potențiale apropiate masele și elementele conductoare.
- linie electrică - ansamblul conductorilor, dispozitivelor și construcțiilor care asigură transmiterea la distanță a energiei electrice.
- linie electroenergetică aeriană - ansamblu de cabluri electrice susținute pe stâlpi prin intermediul izolatorilor și care servește la transportul energiei electrice pe distanțe mari.
- liță - fascicul de fire subțiri de metal, răsucite, folosit drept conductor electric.
- logometru - instrument de măsură pentru măsurarea raportului dintre două mărimi electrice.
- lucru de conducție - echivalent în lucru mecanic al procesului de transformare a energiei electrice în energie interioară (de exemplu căldură) la conductoarele parcurse de curent.
- lucru sub tensiune⁠(d) -

## M
- montaj amonte - schemă de măsurare a rezistenței prin metoda ampermetrului și voltmetrului, în care voltmetrul se conectează înaintea ampermetrului, măsurând căderea de tensiune nu numai pe rezistența de măsurat, ci și pe rezistența ampermetrului.
- montaj în cascadă - mod de legare a unor aparate, a unor mașini electrice sau a unor circuite astfel încât curentul de la intrarea unui element să fie egal cu cel de la ieșirea elementului anterior.
- motor asincron - motor electric de curent alternativ la care viteza în sarcină și frecvența rețelei la care este legat nu sunt într-un raport constant.
- multimetru -  aparat pentru măsurarea tensiunilor, curenților și uneori a rezistențelor electrice.

## P
- pană de electricitate - (în engleză: blackout) întrerupere a alimentării cu energie electrică, pe termen scurt sau mai lung, într-o zonă a unei rețele electrice.
- pantograf - dispozitiv montat pe acoperișul unor vehicule electrice (locomotivă electrică, tramvai, troleibuz), care face contactul între instalația electrică a vehiculului și rețeaua electrică fixă de alimentare.
- paratrăsnet - dispozitiv metalic aerian, în legătură conductoare permanentă cu pământul, servind la protecția construcțiilor, a instalațiilor și a oamenilor împotriva efectelor dăunătoare ale trăsnetului.
- patron - vezi bușon.
- pilă voltaică - sursă electrochimică care generează curent electric continuu sau tensiune electrică continuă, dispozitiv important pentru descoperirea electricității
- pol:

- zonă a miezului feromagnetic⁠(d) al unui circuit magnetic⁠(d) pe unde fluxul magnetic principal sau cel util trece din materialul feromagnetic⁠(d) în aer sau invers;
- parte componentă a unei mașini electrice care contribuie la magnetizarea circuitului magnetic al mașinii;
- piesă a unei pile galvanice care stabilește contactul cu circuitul exterior.
- priză - dispozitiv care permite conectarea la rețeaua electrică a unui aparat, instrument etc. prin intermediul unei fișe de curent.

- priză de pământ - ansamblu de conductoare metalice prin care se face împământarea unei rețele electrice, a utilajelor acționate electric.

- prosumator - client al unui furnizor de energie care, în afară de consum, are și posibilitatea de a stoca și vinde energie, mai ales obținută din surse de energie regenerabilă.
- putere instalată - suma puterilor nominale ale mașinilor unei instalații producătoare de energie.
- putere nominală - putere pentru care a fost construit un sistem tehnic.

## R
- rectificare activă - acțiunea efectută într-un circuit în care dispozitivele redresoare sunt controlate extern pentru a schimba curentul alternativ la cel continuu.
- redresare - transformare a puterii, din forma de putere de curent electric alternativ, în forma de putere de curent continuu pulsator, prin suprimarea sau prin inversarea alternanțelor de un anumit sens ale curentului.
- redresor - dispozitiv electric care servește transformării curentului alternativ în curent continuu.
- regim de bază - modul de funcționare al unei centrale care livrează energie electrică non-stop, pe parcursul întregii zile, la o putere relativ constantă, pentru a acoperi nevoile de bază ale consumatorilor.
- releu Buchholz (sau releu de gaze) - dispozitiv de securitate, montat pe transformatoarele de putere cu răcire în ulei și care realizează oprirea acestuia în cazul anumitor defecte interne.
- reluctanță - mărime egală cu raportul dintre tensiunea magnetică de-a lungul unui circuit și fluxul magnetic care străbate circuitul.

## Ș
- șunt - rezistor electric conectat între două puncte ale unui circuit electric pentru protejarea porțiunii de circuit cuprinse între aceste puncte.

## S
- sarcină - putere debitată sau consumată de un sistem generator, transmițător sau transformator de energie.
- siguranță (electrică) - dispozitiv de întrerupere automata a unui circuit electric, cand intensitatea curentului depășește nivelul obișnuit. 
  - siguranță fuzibilă - siguranță electrică ce întrerupe circuitul în care este conectat, când curentul electric depășește un anumit timp o valoare dată, prin topirea unuia sau mai multor elemente fuzibile.
- soclu:

- partea de metal a unui bec electric care se fixează în dulie;
- piesă prin intermediul căreia se fixează tuburile electronice de șasiul aparatelor în care sunt montate.
- spiră:

- porțiune dintr-o spirală care corespunde unghiului de 360°;
- fiecare dintre buclele spiralei unei înfășurări electrice sau bobine;
- bobină sau înfășurare electrică formată din spire.
- stabilizator - dispozitiv care se interpune între o sursă de alimentare și un consumator pentru a menține constantă tensiunea la bornele sarcinii (stabilizator de tensiune) sau curentul consumat (stabilizator de curent).
- stare staționară - stare a unui circuit electric în care curenții și tensiunile din circuit rămân constante în timp.
- stare tranzitorie - stare momentană din perioada în care un circuit electric răspunde la o schimbare bruscă a condițiilor de funcționare, cum ar fi aplicarea sau întreruperea unei surse de alimentare, schimbarea valorilor componentelor sau alterarea conexiunilor în circuit, perioadă în care parametrii circuitului (curentul și tensiunea) se modifică de la o stare inițială (stare de echilibru) la o nouă stare de echilibru.
- stație electrică - instalație complexă din sistemul energetic care are rolul de a transforma, distribui și controla energia electrică pentru a asigura transmiterea acesteia de la producători către consumatori în condiții optime de siguranță și eficiență.

- stație electrică de comutație -
- stație electrică de transformare - stație care are rolul principal de a modifica nivelurile de tensiune ale energiei electrice pentru a permite transportul eficient și distribuția către consumatori.

- stâlp (de linie electrică) - fiecare din elementele de construcții, care, montate vertical, servesc la susținerea la înălțime, prin intermediul izolatorilor, a  liniilor de transport de energie electrică.
- stocare a energiei - captarea și păstrarea energiei produse într-un anumit moment pentru a fi utilizată ulterior; exemple: apa într-un lac de acumulare al unei hidrocentrale, energia cinetică a unui volant în rotație, stocare electrochimică într-o baterie etc.
- supraîncărcare - situația în care un circuit electric sau un echipament electric este solicitat să transporte sau să funcționeze la un curent mai mare decât cel pentru care a fost proiectat; poate duce la o creștere excesivă a temperaturii în conductori, izolații și echipamente, crescând riscul de avarie, deteriorare sau chiar incendiu.
- supratensiune - tensiune electrică mai mare decât valoarea maximă a tensiunii de serviciu, care constituie un pericol pentru circuitele electrice, provocând deranjamente și avarii.
- suspensie catenară - sistem de susținere a firului aerian de contact pentru tracțiunea electrică, prin care acesta este suspendat de un cablu purtător prin intermediul unor fire verticale sau înclinate.

## T
- tablou de distribuție - element al instalațiilor electrice care distribuie energia electrică la alte tablouri sau la receptoare și care conține elemente de protectie, comandă sau manevră (și eventual aparatajul de măsură, control, semnalizare, reglaj și automatizare).
- tahogenerator - microgenerator electric utilizat în instalațiile automate pentru a măsura viteza unghiulară sau tensiunea electrică.
- tensiune de străpungere - tensiunea minimă care determină o porțiune a unui izolator electric să devină conductivă electric.
- tensiune nominală - valoarea tensiunii unui element component, dispozitiv sau echipament, fixată de către producător, la care se face referire pentru funcționare și pentru caracteristicile funcționale.
- termocentrală - vezi centrală termoelectrică.
- tolă - denumirea fiecărei foi de tablă de fier moale care formează mizeul de fier al unei bobine.

## U
- urmărirea punctului de putere maximă - tehnică folosită în sistemele de energie solară fotovoltaică pentru a maximiza puterea extrasă din panourile solare; se realizează prin ajustarea rezistenței electrice a sarcinii pentru a menține panoul solar la punctul său de putere maximă.
- utilizator de energie electrică - entitate (persoană fizică, persoană juridică, instituție sau organizație) care consumă energie electrică pentru a alimenta diverse echipamente, aparate sau instalații; poate fi utilizator casnic, comercial, industrial sau instituțional.

## V
- variabilă de stare - variabile care descriu starea unui circuit electric prin tensiunile electrice din noduri și intensitățile curenților din ramurile sale.
- vârf de sarcină (sau vârf de consum) - nivelul maxim de consum de energie electrică înregistrat într-un interval de timp determinat — de obicei, într-o zi, o lună sau un an.
- vibrator:

- întrerupător electromagnetic automat care produce oscilații slabe de înaltă frecvență;
- dispozitiv cu întrerupere mecanică, folosit pentru transformarea curentului continuu în curent alternativ monofazat;
- lamă metalică vibrantă care întrerupe un curent electric la comanda unui electromagnet, folosită la soneriile electrice.

## W
- wattmetru - instrument de măsură a puterii electrice dintr-un circuit electric.